# Dichromopsyche
Dichromopsyche är ett släkte av fjärilar. Dichromopsyche ingår i familjen säckspinnare.
Kladogram enligt Catalogue of Life:
| Dichromopsyche | \| \| Dichromopsyche cassualalla \| \| \| \| \| \| Dichromopsyche goodi \| \| \| \| \| \| Dichromopsyche nigroapicalis \| \| \| \| |
|                | \| \| Dichromopsyche cassualalla \| \| \| \| \| \| Dichromopsyche goodi \| \| \| \| \| \| Dichromopsyche nigroapicalis \| \| \| \| |
|                | Dichromopsyche cassualalla |
|                | |
|                | Dichromopsyche goodi |
|                | |
|                | Dichromopsyche nigroapicalis |
|                | |